# Frederikshøj Windowmaster løbet 2021
Frederikshøj Windowmaster løbet 2021 var et dansk DCU licensløb. Det 122 km lange linjeløb blev kørt den 16. maj 2021 med start og mål i Elev nordvest for Aarhus. Løbet blev arrangeret af Frederikshøj Cycling Club, og var det tiende eliteløb for herre A-klassen i den danske landevejssæson 2021.
Der skulle efter planen køres ti omgange på en 12,2 km lang rundstrækning med start og mål ved Elev Skole på Høvej i Elev. Herfra blev der kørt mod vest af Vennemindevej, inden rytterne i Trige Skov drejede mod nord. Her gik det via Pannerupvej og Erbækvej til Thomasminde, hvor der blev kørt mod øst ad Hæstvej i godt to kilometer, indtil der ved Todbjerg blev kørt mod syd og tilbage til Elev.
På grund af gentagne brud på retningslinjerne af rytterne, afbrød DCU’s kommissær løbet efter fem omgange.

## Hold og ryttere
| UCI Kontinentalhold (3)- ColoQuick - BHS-PL Beton Bornholm - Restaurant Suri-Carl Ras DCU Elite Teams (7)- Sparekassen Vendsyssel Aalborg - Bache-JS.dk - Give Elementer - Kvickly Odder Elite - Herning CK Elite - IBT-BH Carl Ras - O.B. Wiik-Dan Stillads Amatørcykelhold (2)- Urbano Cycling Team - Bike Market Team Regional- og klubhold (3)- Vejle Cykel Klub - Køge Cykel Ring - Cykling Odense |
| |